# Gőte-zsomboly
A Gőte-zsomboly az Aggteleki Nemzeti Park területén található egyik barlang. A barlang az Aggteleki-karszt és a Szlovák-karszt többi barlangjával együtt 1995 óta a világörökség része.

## Leírás
Az Alsó-hegy fennsíkján, a Vecsem-bükk csúcsától 74°-ra, 460 m-re, a XII.43.2. számú határkőtől D-re, kb. 650 m-re, egy fokozottan védett területen helyezkedik el a barlang bejárata. A Jóbarát-zsomboly felől megközelítve, a piros T jelzésű turistaösvénytől (másik nevén zsombolyos tanösvénytől) balra, közvetlenül a Cickány-zsomboly mellett, attól DK-re, azonos szinten, 20–30 m-re, egy töbör ÉNy-i oldalán van a Gőte-zsomboly bejárata. A Jóbarát-zsombolytól ÉNy-ra, 250 m-re található. A töbör alján van a Töbör-alji-hasadék. A Gőte-zsomboly ugyanabban a töbörben van, mint a Cickány-zsomboly és bejárata kisebb, mint a Cickány-zsombolyé.
Bejáratának függőleges a tengelyiránya. A barlang középső triász wettersteini mészkőben jött létre. A 25 m vízszintes kiterjedésű barlangban cseppkövek és borsókövek is megfigyelhetők. Az engedély nélkül bejárható barlang megtekintéséhez kötéltechnikai eszközök alkalmazása szükséges. Bejárásához 10+15 m kötelet ajánlott használni.
Előfordul a barlang az irodalmában 66 (Kósa 1992), Göte-zsomboly (Vlk 2016), V/13 (Bertalan 1976) és V-18 (Kósa 1992) néven és jelzésekkel is. 1969-ben volt először Gőte-zsombolynak nevezve a barlang az irodalmában.

## Kutatástörténet
1967 júniusában tárta fel a zsombolyt Kósa Attila 10 m mélységig, majd 1967 júniusában Domokos A., Frojimovics Péter, Kósa Attila és Varga Mária felmérték a barlangot. Kósa Attila a felmérés alapján megszerkesztette a barlang alaprajz térképét és 2 függőleges hosszmetszet térképét, amelyeket Haász Éva rajzolt. Az 1969. évi Karszt és Barlangban megjelent egy fénykép, amelyen a Gőte-zsombolyban függeszkedő kis patkósdenevér látható. 1971 júniusában Müller Pál és Szenthe István a zsomboly bejárata mellett egy nagy Megalodontodae, vagy Megalodontidae metszetet találtak.
Dénes György 1974. évi Karszt és Barlangban megjelent tanulmánya megemlíti a Gőte-zsomboly nevet a hazai barlangelnevezési gyakorlattal kapcsolatban. Bertalan Károly 1976-ban befejezett kéziratában, a 90. számú cédulán az olvasható, hogy a Gőte-zsomboly (V/13) az Alsó-hegyen, Bódvaszilason helyezkedik el. A Gőte-zsomboly bejárata a Banán-zsombolytól D-re 350 m-re, a kék kereszt jelzésű turistaút Ny-i oldalán, nagy felszíni berogyásban található. Ugyanabban a töbörben van a bejárata mint a Cickány-zsombolynak. A 11,3 m mély és egyetlen aknából álló Gőte-zsombolyban sok borsókő figyelhető meg. A kézirat barlangot ismertető része 1 kézirat alapján lett írva. Az 1977. január 30-án készült és a barlang 1975. augusztusi bejárásán alapuló szpeleográfiai terepjelentés szerint a zsomboly alaprajzi hossza 7 m, hossza a valóságban 20 m, vízszintes kiterjedése 7,5 m és függőleges kiterjedése 11,3 m.
Az 1977. évi Karszt és Barlangban megjelent tanulmányban van egy Magyarország térkép, amelyen a Magyarországon lévő, biológiailag kutatott barlangok földrajzi elhelyezkedése figyelhető meg. A térképen látható a biológiailag feldolgozás alatt álló Gőte-zsomboly földrajzi elhelyezkedése. A folyóirat 1977. évi különszámába bekerült a tanulmány angol nyelvű változata. Ebben a tanulmányban is közölve lett a térkép, amelyen Gőte Shaft a barlang neve. Az 1984-ben megjelent, Magyarország barlangjai című könyvben van egy Magyarország térkép, amelyen a Magyarországon lévő, biológiailag kutatott barlangok földrajzi elhelyezkedése figyelhető meg. A térképen látható a biológiailag feldolgozás alatt álló Gőte-zsomboly földrajzi elhelyezkedése. A kiadvány országos barlanglistájában szerepel az Aggteleki-karszton lévő barlang Gőte-zsomboly néven V/13 névváltozattal. A listához kapcsolódóan látható az Aggteleki-karszt és a Bükk hegység barlangjainak földrajzi elhelyezkedését bemutató 1:500 000-es méretarányú térképen a barlang földrajzi elhelyezkedése. 1990-ben a Vörös Meteor TE Diogenes Barlangkutató Csoportnak volt kutatási engedélye a barlang kutatásához.
Az 1992. évi Karszt és Barlangban publikált, az Alsó-hegy magyarországi részének töbreit, zsombolyait és beszakadásait bemutató ábrán látható a barlang földrajzi elhelyezkedése. Az 1992-ben kiadott, Alsó-hegyi zsombolyatlasz című könyvben, az Alsó-hegy fennsíkjának magyarországi oldalát bemutató egyik térképen meg van jelölve helye. A kiadványban megjelentek a barlang 1967-ben készült térképei. Az oldalon, ahol a térképek láthatók, több adattal együtt fel van tüntetve 4 irodalmi mű, amelyek említik a barlangot. 1992-ben a MAFC Barlangkutató Csoport új szakaszt tárt fel benne és jutott le 25 m mélységig. Ebben az évben a csoport elkészítette a barlang vázlatos hossz-szelvény térképét. A barlang 1995 óta az Aggteleki-karszt és a Szlovák-karszt többi barlangjával együtt a világörökség része. Az 1995-ben megrendezett II. Lakatos Kupa egyik lehetséges érintőpontja volt. A kiírásban szereplő 24 zsomboly közül a Gőte-zsomboly volt az egyik legnépszerűbb, amelybe versenyen kívül is kellett túrát vezetni.
A Nyerges Attila által 1997-ben készített szakdolgozat szerint a 25 m mély Gőte-zsomboly az Alsó-hegy magyarországi részének 22. legmélyebb barlangja. A 23. legmélyebb (Bába-völgyi 4. sz. víznyelőbarlang) szintén 25 m mély. Az 1999. évi Lakatos Kupa egyik helyszíne volt a Gőte-zsomboly. A 2008. szeptember 27-én megrendezett XV. Lakatos Kupa kiadványában 56 m hosszú és 25 m mély barlangként szerepel. A füzetben megjelent a barlang 1992-ben rajzolt vázlatos hossz-szelvény térképe. A verseny egyik lehetséges érintőpontja volt. 2015-ben a Barrandien Barlangkutató Csoport kutatta a barlangot. Ebben az évben a csoport két tagja, Miroslav Hynšt és Daniel Balvín újramérték a zsombolyt, majd megrajzolták a barlang hosszmetszet térképét és alaprajz térképét, mert a korábbi térképek hiányosak, pontatlanok voltak. A 2015-ben készült térképek a barlangot 28 m mélységig ábrázolják.
Az Alsó-hegy karsztjelenségeiről szóló, 2019-ben kiadott könyvben az olvasható, hogy a Göte-zsomboly 56 m hosszú és 28 m mély. A barlang azonosító számai: Szlovákiában 66, Magyarországon 5452/39, egyéb V/13 és V-18. A könyvben publikálva lettek a barlang 2015-ben készült térképei. A barlangot 2015-ben Miroslav Hynšt és Daniel Balvín mérték fel, majd 2015-ben Miroslav Hynšt és Daniel Balvín a felmérés alapján megrajzolták a barlang térképeit. A térképeket 2016-ban Luděk Vlk digitalizálta. A kiadványhoz mellékelve lett az Alsó-hegy részletes térképe. A térképet Luděk Vlk, Mojmír Záviška, Ctirad Piskač, Jiřina Novotná, Miloš Novotný és Martin Mandel készítették. A térképen, amelyen fekete ponttal vannak jelölve a barlangok és a zsombolyok, látható a Gőte-zsomboly (5452/39, 66) földrajzi elhelyezkedése.

## További irodalom
- Dénes György: [Alsóhegyi] zsombolyok, víznyelőbarlangok, egyéb barlangok. Kéziratos jegyzék. Budapest, 1975. 2 old.
- Havliček, David – Vojiř, V.: Speleologický Prúzkum Dolného Vrchu. Slovensky Kras, 1984. 22. köt. 213–244. old.
- Kósa Attila: Közvetlen felszínalatti karsztos képződmények morfológiai és műszaki vonatkozású vizsgálata. Kézirat, 1969. Doktori disszertáció, Budapesti Műszaki Egyetem.
- Kósa Attila: Az Alsó-hegy zsombolyai. Barlangnapi tájékoztató. MKBT és Tektonik, 1982.